# Situl urban „Fabric” (I)

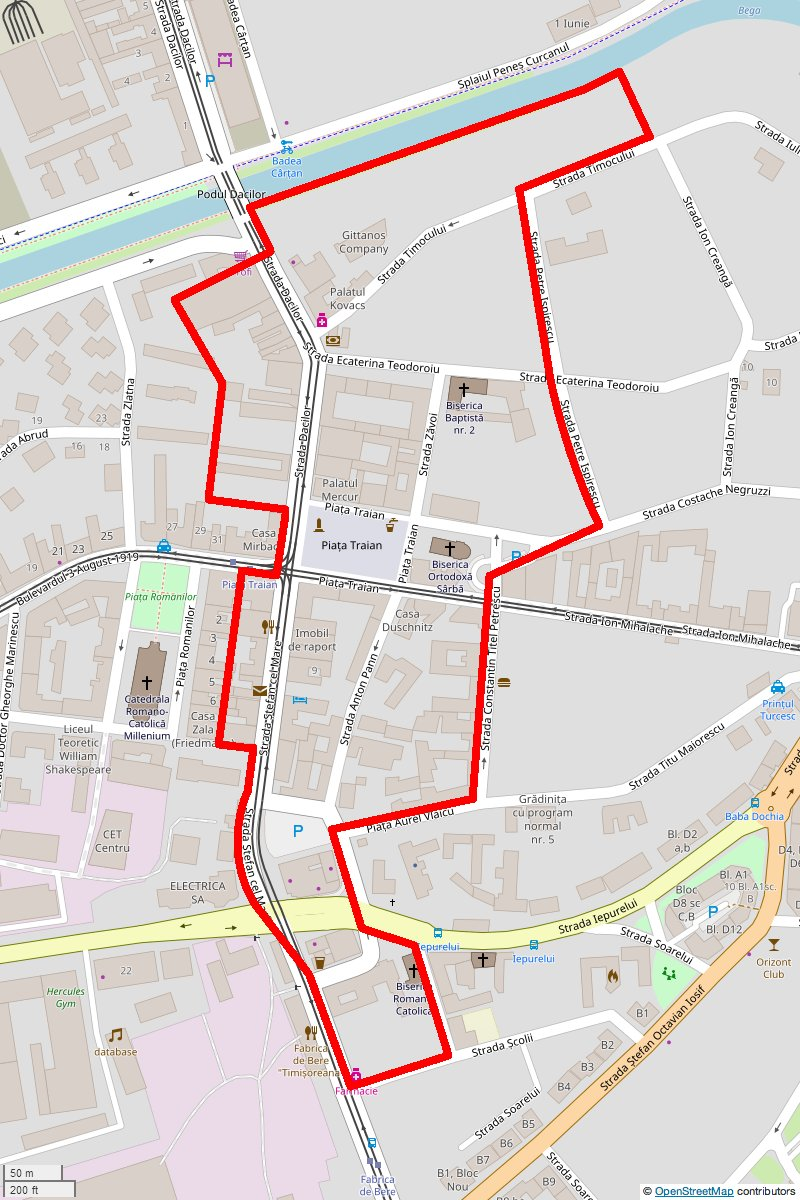
Localizarea și limitele sitului

Situl urban „Fabric” (I) este cea mai veche zonă din cartierul Fabric al Timișoarei, declarată monument istoric având codul LMI TM-II-s-B-06096. 
Construit după 1744, în special în secolul al XIX-lea și la începutul secolului al XX-lea, majoritatea clădirilor sunt în stil eclectic istoricist.

## Limite
Limitele sitului sunt: Str. Timocului – Str. Dacilor (ambele fronturi) – Str. Ștefan cel Mare (ambele fronturi) – Str. Școlii – Str. Comănești - Piața Mitropolit Alexandru Șuluțiu Sterca – Piața Aurel Vlaicu – Str. Constantin Titel Petrescu – Str. Costache Negruzzi – Str. Petre Ispirescu. Situl cuprinde ceea ce era cunoscut drept Fabricul Rascian, adică ce se afla la nord, est și sud de actuala Piață Traian. Spre sud situl cuprinde o mică parte din zona de nord a Fabricului German, cu biserica catolică (actual greco-catolică) „Nașterea Maicii Domnului”, aflată în apropiererea Străzii Școlii, în zona căreia se dezvoltase Fabricul German.

## Istoric
După cucerirea în 1716 de către Habsburgi a Cetății Timișoara, aceasta a fost reconstruită. În jurul ei, pe o rază de 500 de stânjeni (948 m) s-a stabilit zona Non Aedificandi (esplanada). Limita de 500 de stânjeni a esplanadei trecea cam la 100–150 m vest de actualele străzi Dacilor și Ștefan cel Mare. Cartierul Palanca Mare, care era la nord de cetate, în zona Non Aedificandi, a ars în timpul asediului din 1716 și în anul 1738, astfel că populația lui, formată în marea sa majoritate din rascieni (ortodocși), a trebuit mutată. În acest scop, în 1744 s-au aprobat și trasat două zone la limita zonei Non Aedificandi, zone care au format nucleele din care s-au dezvoltat actualele cartiere Fabric și Mehala. În Fabric rascienii s-au așezat în jurul Pieței Traian, numită inițial Hauptplaz, ulterior Fö tér (română Piața Principală) și Kossuth tér, și de-a lungul actualele străzi Dacilor și Ștefan cel Mare, în epocă Fö utca (română Strada Principală), paralele cu limita zonei Non Aedificandi. Simultan, în zona din nordul Pieței Traian, în perimetrul actualelor străzi Ion Creangă, Timocului, Dacilor și Ecaterina Todoroiu s-au așezat evreii din Palanca Mare, care nu aveau dreptul să se stabilească în cetate. Această zonă era formată din case cu un singur nivel și avea aspectul tipic al cartierelor orașelor din estul Europei locuite de evrei (ștetl). Toate aceste zone formau Fabricul Rascian. Ulterior, spre sud, dincolo de un braț al Begăi astăzi secat, s-au așezat germani, dezvoltându-se Fabricul German.
Cu excepția Pieței Traian, care de la început a fost concepută ca spațiu urban mărginit de case cu etaj în front continuu, inițial aspectul cartierului era unul rural, cu case vagon, amplasate perpendicular pe frontul stradal. Ulterior clădirile au fost construite astfel încât să formeze fronturi stradale închise. În prima jumătate a secolului al XIX-lea clădirile aveau doar parter sau și un etaj. Abia spre sfârșitul secolului al XIX-lea au apărut clădiri cu două etaje.

### Comerțul interbelic
În zona sitului, mai ales în jurul Pieții Traian, erau numeroase prăvălii. În Palatul Ștefania erau magazine de textile, încălțăminte și parfumerie. În apropiere, pe strada Ștefan cel Mare erau magazine de rechizite, băcănie, vopsele. În Piața Traian erau magazine de haine, pielărie, mărunțișuri, alimentară, coloniale, cafenea. Pe strada Dacilor erau un studio foto, o ceasornicărie, magazine de sticlărie, fierărie, sfori, vopsele. În Palatul Nägele era farmacia Kovács. O altă farmacie era vizavi de Fabrica de Bere.

## Clădiri și monumente care fac parte din sit
| Poz. | Descriere | Adresă, Coordonate                                                                          | Data autorizării, data terminării, Arhitect       | Imagine | Note                                                   |
| ---- | --- | ------------------------------------------------------------------------------------------- | ------------------------------------------------- | ------- | ------------------------------------------------------ |
| 1    | Palatul Antal Nägele (Palatul farmaciei Aladár Kovács). Stil Secession cu decorațiuni geometrice.                                                                           | Str. Dacilor, nr. 10 45°45′34″N 21°14′59″E / 45.7594°N 21.2496°E                            | 23 aug 1910 18 iul 1911 Henrik Telkes             |         | [ 2 ] [ 12 ] [ 13 ] [ 14 ] [ 15 ] [ 16 ]               |
| 2    | Biserica Baptistă Numărul 2. | Str. Zăvoi, nr. 12 45°45′32″N 21°15′04″E / 45.7589°N 21.2511°E                              | 1950 ?                                            |         |                                                        |
| 3    | Biserica Adventistă de Ziua a Șaptea (Fosta Sinagogă Sefardă). | Str. Ecaterina Teodoroiu, nr. 6 45°45′31″N 21°15′07″E / 45.7587°N 21.2519°E                 | sec. al XIX-lea                                   |         | [ 17 ]                                                 |
| 4    | Casa Zlatko. Aici a locuit Virgil Birou. Are cod LMI propriu: TM-II-m-B-06130                                                                                               | Str. Dacilor, nr. 13 45°45′32″N 21°14′57″E / 45.7590°N 21.2493°E                            | 1840                                              |         | [ 18 ]                                                 |
| 5    | Casă. | Str. Dacilor, nr. 9 45°45′32″N 21°14′57″E / 45.7588°N 21.2493°E                             | sec. al XIX-lea                                   |         |                                                        |
| 6    | Casă. | Str. Dacilor, nr. 7 45°45′31″N 21°14′57″E / 45.7587°N 21.2493°E                             | sec. al XIX-lea                                   |         |                                                        |
| 7    | Casă. | Str. Dacilor, nr. 6 45°45′31″N 21°14′59″E / 45.75855°N 21.2497°E                            | sec. al XIX-lea                                   |         |                                                        |
| 8    | Casă. Are cod LMI propriu: TM-II-m-B-06129 | Str. Dacilor, nr. 4 45°45′30″N 21°14′59″E / 45.75845°N 21.2497°E                            | sec. al XVIII-lea                                 |         | [ 18 ]                                                 |
| 9    | Hanul „Marocanul”. Stil eclectic istoricist. | Str. Dacilor, nr. 1 45°45′29″N 21°14′57″E / 45.7581°N 21.2492°E                             | sec. al XIX-lea                                   |         | [ 19 ] [ 20 ] [ 21 ]                                   |
| 10   | Palatul Mercur (Palatul Béla Fiatska). Stil Secession. | P-ța Traian, nr. 2 45°45′29″N 21°14′59″E / 45.7581°N 21.2497°E                              | 13 iun 1908 1 apr 1909 Lipót Baumhorn (atribuit†) |         | [ 2 ] [ 20 ] [ 22 ] [ 23 ] [ 24 ] [ 25 ]               |
| 11   | Casa baronului Mihály Nikolits de Rudna. Aspectul actual din 1901. | P-ța Traian, nr. 3 45°45′29″N 21°15′00″E / 45.7581°N 21.2501°E                              | sec. al XIX-lea                                   |         | [ 22 ] [ 25 ]                                          |
| 12   | Hanul „Cerbul de Aur” („Grand Kafe”). Stil eclectic istoricist. | Str. Zăvoi, nr. 1 45°45′29″N 21°15′02″E / 45.7580°N 21.2505°E                               | sec. al XIX-lea                                   |         | [ 20 ] [ 25 ] [ 26 ] [ 27 ]                            |
| 13   | Biserica ortodoxă sârbească „Sfântul Gheorghe”. Stil clasicist. Turnul supraînălțat în 1890–1891 în stil eclectic istoricist neobaroc. Are cod LMI propriu: TM-II-m-B-06169 | P-ța Traian, nr. 1 45°45′28″N 21°15′03″E / 45.7577°N 21.2509°E                              | 1745–1755                                         |         | [ 18 ] [ 26 ] [ 28 ]                                   |
| 14   | Palatul Comunității Sârbe din Fabric (Casa fundațională Minerva). Stil eclectic clasicist cu elemente neobaroce (stil Second Empire).                                       | Str. Ion Mihalache, nr. 1 45°45′27″N 21°15′03″E / 45.7575°N 21.2508°E                       | 1894 29 iul 1895                                  |         | [ 2 ] [ 25 ] [ 26 ] [ 29 ] [ 30 ] [ 31 ]               |
| 15   | Casa Duschnitz. Stil eclectic istoricist. | Str. Anton Pan, nr. 1 45°45′26″N 21°15′02″E / 45.7572°N 21.2505°E                           | 1860                                              |         | [ 20 ] [ 32 ] [ 33 ]                                   |
| 16   | Palatul Baron Mihály Nikolits de Rudna (Hotelul „Păunul de Aur”, Palatul Szobovics). Stil eclectic istoricist, pilaștri corintici. Aspectul actual datează din 1901.        | P-ța Traian, nr. 6 45°45′26″N 21°15′00″E / 45.7573°N 21.2501°E                              | sec. al XIX-lea                                   |         | [ 20 ] [ 25 ] [ 34 ]                                   |
| 17   | Casa Nenadovits. Stil eclectic. Are cod LMI propriu: TM-II-m-B-06170 | P-ța Traian, nr. 7 45°45′26″N 21°14′58″E / 45.7573°N 21.2495°E                              | sec. al XVIII-lea                                 |         | [ 20 ] [ 25 ] [ 18 ] [ 35 ]                            |
| 18   | Palatul Ștefania (Palatul Totisz, Casa cu maimuțe), aripa de est. Stil Art Nouveau, curentul Secession. Sub cornișă sunt decorațiuni reprezentând urși și gorile.           | Str. Ștefan cel Mare, nr. 2 45°45′27″N 21°14′56″E / 45.7574°N 21.2488°E                     | 1909/ 1910 László Székely                         |         | [ 2 ] [ 25 ] [ 30 ] [ 36 ] [ 37 ] [ 38 ] [ 39 ] [ 40 ] |
| 19   | Palatul Miksa Róna (Palatul Arthur Kincs), frontul de est. Stil Art Nouveau, curentul Secession.                                                                            | Str. Ștefan cel Mare, nr. 4 45°45′26″N 21°14′55″E / 45.7571°N 21.2487°E                     | 26 sep 1911 1912 Henrik Telkes                    |         | [ 41 ] [ 42 ] [ 43 ]                                   |
| 20   | Casă. Stil eclectic istoricist. | Str. Ștefan cel Mare, nr. 3 45°45′25″N 21°14′58″E / 45.7570°N 21.2494°E                     | sec. al XIX-lea                                   |         | [ 44 ]                                                 |
| 21   | Casă. | Str. Ștefan cel Mare, nr. 5 45°45′25″N 21°14′57″E / 45.7569°N 21.2493°E                     | sec. al XIX-lea                                   |         |                                                        |
| 22   | Casă. | Str. Ștefan cel Mare, nr. 7 45°45′24″N 21°14′57″E / 45.7568°N 21.2493°E                     | sec. al XIX-lea                                   |         |                                                        |
| 23   | Casa Mária Till (Casa Rödig). Stil Secession. | Str. Ștefan cel Mare, nr. 12 45°45′23″N 21°14′56″E / 45.7565°N 21.2489°E                    |                                                   |         |                                                        |
| 24   | Casă. | Str. Ștefan cel Mare, nr. 17 45°45′22″N 21°14′57″E / 45.7561°N 21.2492°E                    | sec. al XIX-lea                                   |         |                                                        |
| 25   | Fosta berărie „La Ursul Negru” (fostul depozit de bere A. Dreher). Stil eclectic istoricist.                                                                                | Str. Ștefan cel Mare, nr. 20 45°45′21″N 21°14′56″E / 45.7557°N 21.2488°E                    | sec. al XIX-lea                                   |         | [ 45 ] [ 46 ]                                          |
| 26   | Casă. | Str. Ștefan cel Mare, nr. 25 45°45′17″N 21°14′59″E / 45.7546°N 21.2496°E                    | sec. al XIX-lea                                   |         |                                                        |
| 27   | Casă. | Str. Ștefan cel Mare, nr. 27 45°45′15″N 21°14′59″E / 45.7543°N 21.2497°E                    | sec. al XIX-lea                                   |         |                                                        |
| 28   | Casă. | P-ța Mitropolit Alexandru Sterca-Șuluțiu, nr. 45°45′16″N 21°15′01″E / 45.7545°N 21.2502°E   | sec. al XIX-lea                                   |         |                                                        |
| 29   | Biserica greco-catolică „Nașterea Maicii Domnului”. Stil baroc. Are cod LMI propriu: TM-II-m-A-06165.                                                                       | P-ța Mitropolit Alexandru Sterca Suluțiu, nr. 1 45°45′16″N 21°15′02″E / 45.7545°N 21.2506°E | 13 martie 1763/ 1765 Johann Theodor Kostka        |         | [ 6 ] [ 18 ] [ 47 ]                                    |
| 30   | Casa Primăriei Sârbe din Fabric. | Str. Constantin Titel Petrescu, nr. 3 45°45′25″N 21°15′05″E / 45.7569°N 21.2513°E           | sec. al XIX-lea                                   |         |                                                        |

† De arh. Gabriel Székely, prin comparație cu stilul Palatului Apelor și a sediului Comunității Evreilor din Cetate.
| Poz. | Descriere | Adresă, Coordonate                                               | Data instalării, Artist | Imagine | Note          |
| ---- | --- | ---------------------------------------------------------------- | ----------------------- | ------- | ------------- |
| A    | Mercur, copie a statuii Mercur zburând al lui Giambologna⁠(d), pe un glob, deaupra Palatului Mercur.                                 | P-ța Traian, nr. 2 45°45′29″N 21°14′58″E / 45.75808°N 21.24949°E | 1909                    |         | [ 49 ] [ 50 ] |
| B    | Obeliscul Cruce. Monument ortodox sârb din marmură trandafirie, ridicat de Stojša Spasoević. Restaurat în 1833, 1857, 1893 și 1910. | P-ța Traian 45°45′28″N 21°14′58″E / 45.75784°N 21.24958°E        | 1774                    |         | [ 50 ] [ 51 ] |
| C    | Clopotul Libertății. Travertin. | P-ța Traian 45°45′28″N 21°15′01″E / 45.75775°N 21.25031°E        | 1992 Ștefan Călărășanu  |         | [ 52 ]        |